# Neoarameo Turoyo
Turoyo (en siríaco: ܛܘܪܝܐ), también conocida como Surayt (en siríaco: ܣܘܪܝܬ), o Suryoyo moderno (en siríaco: ܣܘܪܝܝܐ), es una lengua es una variante central del neoarameo tradicionalmente hablada en la región de Tur Abdin en el sureste de Turquía y el norte de Siria. Los hablantes de turoyo son arameos que pertenecen a la Iglesia Ortodoxa Siríaca, junto a una minoría de adherentes a la Iglesia Asiria del Oriente y la Iglesia Católica Caldea, especialmente en lugares como Midyat y Qamishli.El idioma se habla principalmente en la diáspora aramea, entre los arameos. La lengua está clasificada como lengua vulnerable. La mayoría de los hablantes utilizan el idioma siríaco-arameo clásico para la literatura y el culto.El Turoyo no es mutuamente inteligible con el Neoarameo occidental, es decir, un dialecto más pequeño hablado en lugares como Malula, en Siria. Es más cercano al Mlahso (una variante hablada más allá de Tur Abdin, cerca de Amed.

## Etimología
El término Ṭuroyo proviene de la palabra aramea ṭuro, que significa "montaña", y denota una lengua neoaramea específica de la región montañosa de Tur Abdin en la parte sureste de la Turquía moderna (de ahí el arameo turabdiniano). Otros nombres más comunes para el idioma son Suryoyo o Surayt. La gran mayoría se refiere a Turoyo en su propio idioma simplemente como Suryoyo.

## Historia
La tierra natal de Turoyo es la región aramea de Tur Abdin. Esta región estaba habitada por cristianos arameos. La población de habla turoyo antes del genocidio sayfo era en gran medida partidaria de la Iglesia Ortodoxa Siriaca. En 1970, se estima que todavía vivían en la zona unos 20.000 hablantes de turoyo, pero gradualmente emigraron a Europa occidental y otras partes del mundo. La diáspora de habla turoyo se estima ahora en 250.000. En las comunidades de la diáspora, el turoyo suele ser una segunda lengua complementada por lenguas más convencionales. La lengua está considerada en peligro de extinción por la UNESCO. Hoy en día sólo hay cientos de hablantes en Tur Abdin. Turoyo evolucionó a partir de las variedades arameas coloquiales habladas en Tur Abdin y la llanura circundante durante más de mil años desde la primera introducción del arameo en la región. Está fuertemente influenciado por el siríaco clásico, que era a su vez la variante del arameo medio oriental hablado más al oeste, en la ciudad de Urhoy (Edessa), conocida hoy como Urfa. Debido a la proximidad de Tur Abdin a Edesa y la proximidad de sus lenguas nativas, esto significó que Turoyo tiene una mayor similitud con el siríaco clásico que con las variedades neoarameas del noreste.

## Dialectos
Todos los dialectos turoyo son mutuamente inteligibles. La mayor diferencia está en el dialecto de Midyat (Midyoyo) con el resto de hablantes. También se pueden encontrar pequeñas diferencias en el dialecto de Beth Kustan (Kusnoyo) y la región de Turo D'Izlo (Izloyo).

## Alfabeto
Turoyo está escrito en caracteres siríaco (Serto). El alfabeto se escribe de derecha a izquierda. Varios arameos de la diáspora tomaron la iniciativa de escribir Turoyo en alfabeto latino. Sin embargo, Turoyo no ha sido estandarizado hasta la fecha. No existe una forma fija de escribir en el alfabeto latino.